# Thamnaconus melanoproctes
Thamnaconus melanoproctes är en fiskart som först beskrevs av George Albert Boulenger 1889.  Thamnaconus melanoproctes ingår i släktet Thamnaconus och familjen filfiskar. IUCN kategoriserar arten globalt som otillräckligt studerad. Inga underarter finns listade i Catalogue of Life.